# Eschweilera gigantea
Eschweilera gigantea là một loài thực vật có hoa trong họ Lecythidaceae. Loài này được (R.Knuth) J.F.Macbr. mô tả khoa học đầu tiên năm 1940.